# Большой Трилесин
Большой Трилесин — деревня в составе Головчинского сельсовета Белыничского района Могилёвской области Республики Беларусь.

## Географическое положение
Ближайшие населённые пункты: Шиловичи, Светиловичи, Запокулье, Малый Трилесин.

## История
В 1577 году упоминается как деревня Трилесин в составе имения Тетерин в Оршанском повете ВКЛ.